# Fritz Schäffer

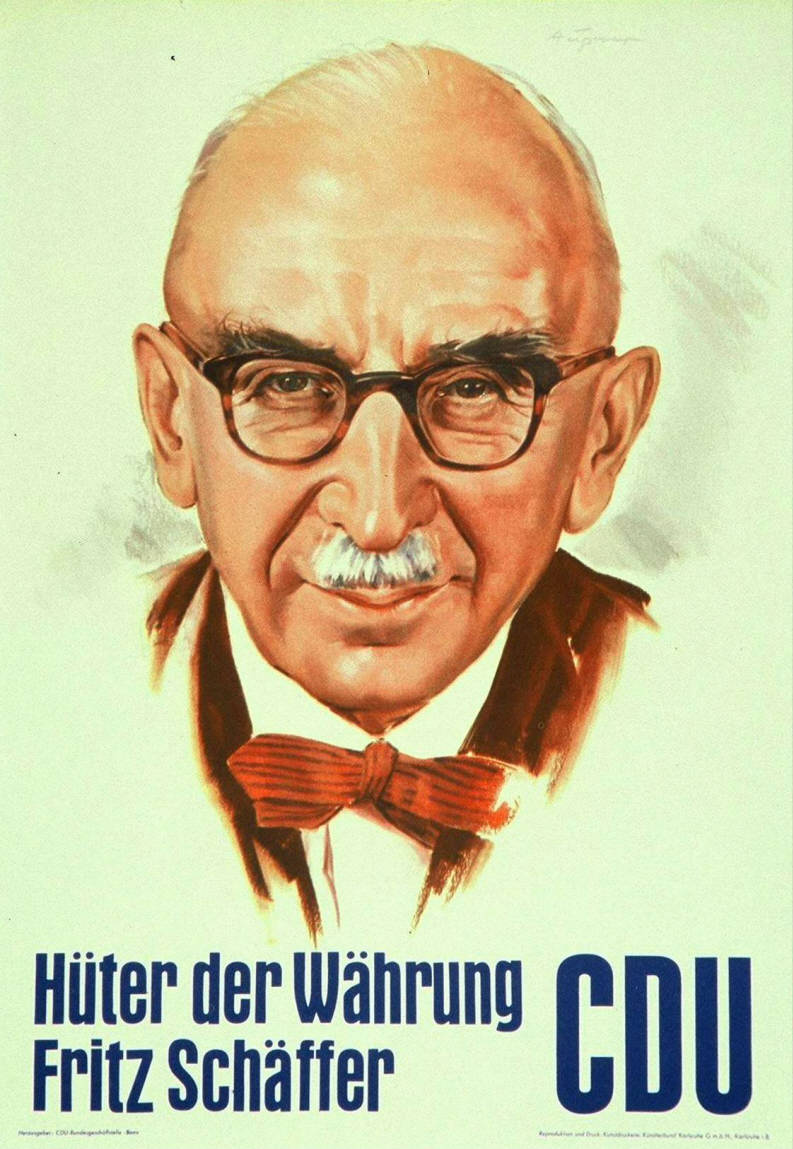
Fritz Schäffer auf einem Wahlplakat zur Bundestagswahl 1957

Friedrich „Fritz“ Hermann Schäffer (* 12. Mai 1888 in München; † 29. März 1967 in Berchtesgaden) war ein deutscher Politiker (BVP und CSU).
Er war 1945 der erste Bayerische Ministerpräsident nach dem Zweiten Weltkrieg. Von 1949 bis 1957 war er Bundesminister der Finanzen und von 1957 bis 1961 Bundesminister der Justiz.

## Leben

### Ausbildung und Beruf
Fritz Schäffer wurde am 12. Mai 1888 als Sohn des späteren Postamtsdirektors Gottfried Schäffer und dessen Frau Amalie, geb. Mayr, in München geboren. Er besuchte die katholische Volksschule in Ingolstadt und das humanistische Gymnasium in Neuburg an der Donau und München. Nach dem Abitur 1907 in München absolvierte Schäffer ein Studium der Rechts- und Staatswissenschaften in München, welches er 1911 mit dem ersten und 1916 mit dem zweiten juristischen Staatsexamen beendete. Er war seit 1907 Mitglied der schlagenden und schwarzen Studentenverbindung Apollo München (seit 1933 Münchener Burschenschaft Apollo in der DB).
Im Ersten Weltkrieg meldete er sich 1914 als Kriegsfreiwilliger und diente als Soldat im Königlich Bayerischen Infanterie-Leib-Regiment und im Königlich Bayerischen 15. Infanterie-Regiment „König Friedrich August von Sachsen“ an der Front. 1917 wurde er wegen eines Schockzustands aus dem Militärdienst entlassen. Im selben Jahr heiratete er Else, geb. Dyroff (1894–1972), die Tochter seines Apollo-Bundesbruders Anton Dyroff.
Schäffer wurde Assessor im bayerischen Innenministerium, 1918 Bezirksamtsassessor in Kelheim und 1920 Oberregierungsrat im Ministerium für Unterricht und Kultus.
Infolge der Machtübernahme der Nationalsozialisten wurde Schäffer aus dem Staatsdienst entlassen und am 26. Juni 1933 verhaftet. Nach seiner Freilassung 1934 wurde er als Rechtsanwalt zugelassen. Nach dem Attentat vom 20. Juli 1944 wurde er im Rahmen der Aktion Gitter erneut verhaftet und in das Konzentrationslager Dachau eingeliefert.

### Partei
Von 1918 bis zu ihrer Auflösung 1933 war Schäffer Mitglied der Bayerischen Volkspartei (BVP). 1918 gründete er den BVP-Ortsverband Kelheim. Ab 1929 war er Vorsitzender der BVP.
1945 gehörte Schäffer zu den Mitbegründern der CSU und wurde deren Vorsitzender in München. Von 1946 bis Anfang 1948 untersagte ihm die Militärregierung jede politische Tätigkeit. Im Januar 1948 wurde er CSU-Bezirksvorsitzender von Oberbayern, trat jedoch wegen eines innerparteilichen Führungsstreits am 14. September 1948 aus der CSU wieder aus. Zuvor hatte er mit der Bayernpartei über einen Übertritt des gesamten CSU-Bezirksverbandes Oberbayern zur BP verhandelt. Die Verhandlungen scheiterten jedoch am radikal-bayerischen Flügel der BP um Ludwig Lallinger und Jakob Fischbacher. So wurde Schäffer 1949 erneut Mitglied der CSU, in der er den „bayerisch-etatistisch-katholischen“ Flügel repräsentierte, während der „liberal-konservativ-interkonfessionelle“ Flügel von Josef Müller angeführt wurde.

### Abgeordneter
Von 1920 bis 1933 war Schäffer für den Wahlkreis Kelheim-Mainburg-Rottenburg Mitglied des Bayerischen Landtages.
Von 1949 bis 1961 war er Mitglied des Deutschen Bundestages. Hier war er von 1. September bis zum 20. September 1949 stellvertretender Vorsitzender CDU/CSU-Bundestagsfraktion und daneben vom 7. bis zum 20. September 1949 Vorsitzender der CSU-Landesgruppe.
Fritz Schäffer zog stets als direkt gewählter Abgeordneter des Wahlkreises Passau in den Bundestag ein. Aus Altersgründen kandidierte er bei der Bundestagswahl 1961 nicht mehr.

### Öffentliche Ämter

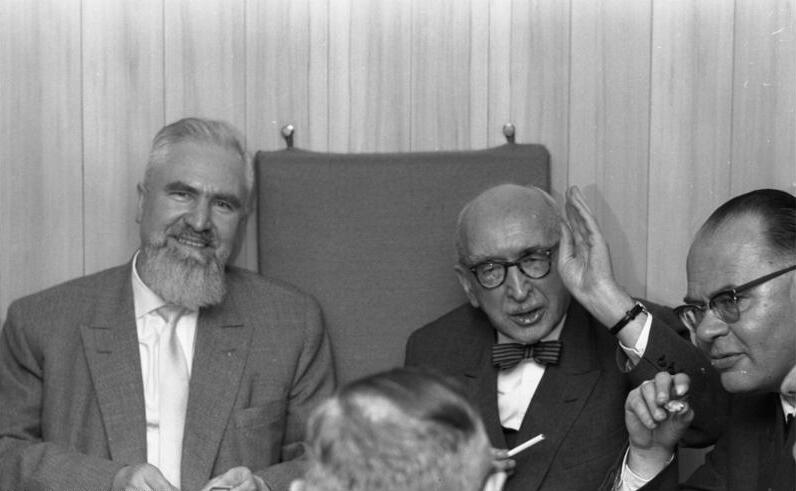
Fritz Schäffer (m.) als Justizminister bei einem Treffen mit Alois Hundhammer und Eugen Gerstenmaier (1959)

Vom 16. September 1931 bis 16. März 1933 war Schäffer als Staatsrat mit der Führung der Geschäfte des bayerischen Finanzministeriums beauftragt.
Vom 28. Mai bis zum 28. September 1945 war er der erste, von der amerikanischen Militärregierung eingesetzte, Bayerische Ministerpräsident nach dem Zweiten Weltkrieg. In dieser Zeit leitete er auch das Bayerische Finanzministerium. Kurz nach der Ablösung des Militärgouverneurs George S. Patton wurde auch Schäffer als bayerischer Ministerpräsident abgesetzt. Die amerikanische Militärregierung begründete dies damit, dass Schäffer den öffentlichen Dienst nicht ausreichend von ehemaligen NSDAP-Parteimitgliedern gesäubert habe.
Am 20. September 1949 wurde Fritz Schäffer als erster Bundesminister der Finanzen in das Kabinett von Bundeskanzler Konrad Adenauer berufen. Er ist der einzige Finanzminister, der ein Guthaben ansparte, das man scherzhaft Juliusturm nannte. Nach der Bundestagswahl 1957 wechselte er am 29. Oktober 1957 ins Bundesministerium der Justiz. Da er mit der Bundestagswahl 1961 die Politik verlassen wollte, schied er am 14. November 1961 aus der Bundesregierung aus.

### Auseinandersetzungen mit Adolf Arndt
Während Schäffers Tätigkeit als Finanzminister kam es im Zuge der Deutschen Wiedergutmachungspolitik zu Auseinandersetzungen mit dem SPD-Abgeordneten Adolf Arndt, die in die Geschichtswissenschaft auch als „Affäre Schäffer“ eingingen. Arndt kritisierte in verschiedenen Bundestagsdebatten des Jahres 1954 die Wiedergutmachungspolitik der Regierung. Schäffer warf er unter anderem nicht nur persönlich verschuldete Verzögerung der Bearbeitung vor, sondern vor allem die ungerechte Verteilung. Statt Verfolgte des NS-Staates zu versorgen, habe man Angehörige der Legion Condor oder den NS-Ideologen Otto Koellreutter aus „Steuergeldern einer schafsgeduldigen Demokratie“ mit den höheren Zahlungen versehen. In diesem Zusammenhang sprach Arndt auch von dem „Leidensweg der Wiedergutmachung und dem faulen Klima unserer Innenpolitik“.
Fritz Schäffers Grab befindet sich auf dem Pfarrfriedhof der Pfarrkirche St. Stephan und St. Laurentius in Ostermünchen.

## Auszeichnungen
- 1945: Ehrenbürger der Gemeinde Tuntenhausen
- 1953: Großkreuz des Verdienstordens der Bundesrepublik Deutschland
- 1958: Bayerischer Verdienstorden
- 1958: Ehrenbürger der Stadt Passau
- Im Regensburger Stadtteil Königswiesen ist ein Weg nach ihm benannt.[7]
- Auch im Münchner Stadtteil Neuperlach trägt eine Straße seinen Namen.
- Sein Name steht auf dem Ehrenmal der Stadt Passau auf dem Innstadtfriedhof.
- Fritz Schäffer-Promenade in Passau in Passau
- Fritz-Schäffer Straße im Offenberger Ortsteil Neuhausen

## Belege
1. ↑  Fritz Schäffer, Geschichte der CDU, Konrad-Adenauer-Stiftung. In: Konrad-Adenauer-Stiftung. (kas.de [abgerufen am 1. November 2017]).
2. ↑  Willy Nolte (Hrsg.): Burschenschafter-Stammrolle. Verzeichnis der Mitglieder der Deutschen Burschenschaft nach dem Stande vom Sommer-Semester 1934. Berlin 1934, S. 417.
3. ↑  Helge Dvorak: Biographisches Lexikon der Deutschen Burschenschaft. Band I: Politiker. Teilband 5: R–S. Winter, Heidelberg 2002, ISBN 3-8253-1256-9, S. 184–186.
4. ↑  Haus der bayerischen Geschichte: Bayern nach dem II. Weltkrieg
5. 1 2  Kurt R. Grossmann: Die Ehrenschuld. Kurzgeschichte der Wiedergutmachung. Frankfurt a. M. 1967. S. 235 ff.
6. ↑  28. Mai 1954; 15. Oktober 1954; 21. Oktober 1954.
7. ↑  Matthias Freitag: Regensburger Straßennamen. Mittelbayerische Verlagsgesellschaft mbH, Regensburg 1997, ISBN 3-931904-05-9, S. 56.

Kurt Eisner (1918–1919) |
Martin Segitz (1919) |
Johannes Hoffmann (1919–1920) |
Gustav Ritter von Kahr (1920–1921) |
Graf von Lerchenfeld-Köfering (1921–1922) |
Eugen Ritter von Knilling (1922–1924) |
Heinrich Held (1924–1933) |
Ludwig Siebert (1933–1942) |
Paul Giesler (1942–1945) |
Fritz Schäffer (1945) |
Wilhelm Hoegner (1945–1946) |
Hans Ehard (1946–1954) |
Wilhelm Hoegner (1954–1957) |
Hanns Seidel (1957–1960) |
Hans Ehard (1960–1962) |
Alfons Goppel (1962–1978) |
Franz Josef Strauß (1978–1988) |
Max Streibl (1988–1993) |
Edmund Stoiber (1993–2007) |
Günther Beckstein (2007–2008) |
Horst Seehofer (2008–2018) |
Markus Söder (seit 2018)
Fritz Schäffer (CSU, 1949–1957) |
Franz Etzel (CDU, 1957–1961) |
Heinz Starke (FDP, 1961–1962) |
Rolf Dahlgrün (FDP, 1962–1966) |
Kurt Schmücker (CDU, 1966) |
Franz Josef Strauß (CSU, 1966–1969) |
Alex Möller (SPD, 1969–1971) |
Karl Schiller (SPD, 1971–1972) |
Helmut Schmidt (SPD, 1972–1974) |
Hans Apel (SPD, 1974–1978) |
Hans Matthöfer (SPD, 1978–1982) |
Manfred Lahnstein (SPD, 1982) |
Gerhard Stoltenberg (CDU, 1982–1989) |
Theo Waigel (CSU, 1989–1998) |
Oskar Lafontaine (SPD, 1998–1999) |
Werner Müller (parteilos, komm. 1999) |
Hans Eichel (SPD, 1999–2005) |
Peer Steinbrück (SPD, 2005–2009) |
Wolfgang Schäuble (CDU, 2009–2017) |
Peter Altmaier (CDU, komm. 2017–2018) |
Olaf Scholz (SPD, 2018–2021) |
Christian Lindner (FDP, 2021–2024) |
Jörg Kukies (SPD, 2024–2025) |
Lars Klingbeil (SPD, seit 2025)
Thomas Dehler (FDP, 1949–1953) |
Fritz Neumayer (FDP, 1953–1956) |
Hans-Joachim von Merkatz (DP, 1956–1957) |
Fritz Schäffer (CSU, 1957–1961) |
Wolfgang Stammberger (FDP, 1961–1962) |
Ewald Bucher (FDP, 1962–1965) |
Karl Weber (CDU, 1965) |
Richard Jaeger (CSU, 1965–1966) |
Gustav Heinemann (SPD, 1966–1969) |
Horst Ehmke (SPD, 1969) |
Gerhard Jahn (SPD, 1969–1974) |
Hans-Jochen Vogel (SPD, 1974–1981) |
Jürgen Schmude (SPD, 1981–1982) |
Hans A. Engelhard (FDP, 1982–1991) |
Klaus Kinkel (FDP, 1991–1992) |
Sabine Leutheusser-Schnarrenberger (FDP, 1992–1996) |
Edzard Schmidt-Jortzig (FDP, 1996–1998) |
Herta Däubler-Gmelin (SPD, 1998–2002) |
Brigitte Zypries (SPD, 2002–2009) |
Sabine Leutheusser-Schnarrenberger (FDP, 2009–2013) |
Heiko Maas (SPD, 2013–2018) |
Katarina Barley (SPD, 2018–2019) |
Christine Lambrecht (SPD, 2019-2021) |
Marco Buschmann (FDP, 2021-2024) |
Volker Wissing (parteilos, 2024-2025) |
Stefanie Hubig (SPD, seit 2025)
Konrad Adenauer (CDU) |
Franz Blücher (FDP) |
Gustav Heinemann (CDU) |
Robert Lehr (CDU) |
Thomas Dehler (FDP) |
Fritz Schäffer (CSU) |
Ludwig Erhard (CDU) |
Wilhelm Niklas (CSU) |
Anton Storch (CDU) |
Hans-Christoph Seebohm (DP) |
Hans Schuberth (CSU) |
Eberhard Wildermuth (FDP) |
Fritz Neumayer (FDP) |
Hans Lukaschek (CDU) |
Jakob Kaiser (CDU) |
Heinrich Hellwege (DP)
Konrad Adenauer (CDU) |
Franz Blücher (FDP → FVP) |
Heinrich von Brentano (CDU) |
Gerhard Schröder (CDU) |
Fritz Neumayer (FDP → FVP) |
Hans-Joachim von Merkatz (DP) |
Fritz Schäffer (CSU) |
Ludwig Erhard (CDU) |
Heinrich Lübke (CDU) |
Anton Storch (CDU) |
Hans-Christoph Seebohm (DP) |
Hans Schuberth (CSU) |
Siegfried Balke (CSU) |
Ernst Lemmer (CDU) |
Victor-Emanuel Preusker (FDP → FVP) |
Theodor Oberländer (GB/BHE → CDU) |
Jakob Kaiser (CDU) |
Heinrich Hellwege (DP) |
Robert Tillmanns (CDU) |
Waldemar Kraft (GB/BHE → CDU) |
Hermann Schäfer (FDP → FVP) |
Franz Josef Strauß (CSU) |
Theodor Blank (CDU) |
Franz-Josef Wuermeling (CDU)
Konrad Adenauer (CDU) |
Ludwig Erhard (CDU) |
Heinrich von Brentano (CDU) |
Gerhard Schröder (CDU) |
Fritz Schäffer (CSU) |
Franz Etzel (CDU) |
Heinrich Lübke (CDU) |
Werner Schwarz (CDU) |
Theodor Blank (CDU) |
Franz Josef Strauß (CSU) |
Hans-Christoph Seebohm (DP→CDU) |
Richard Stücklen (CSU) |
Paul Lücke (CDU) |
Theodor Oberländer (CDU) |
Hans-Joachim von Merkatz (DP→CDU) |
Ernst Lemmer (CDU) |
Franz-Josef Wuermeling (CDU) |
Siegfried Balke (CSU) |
Hermann Lindrath (CDU) |
Hans Wilhelmi (CDU)
Fritz Schäffer |
Franz Josef Strauß |
Richard Stücklen |
Hermann Höcherl |
Werner Dollinger |
Franz Josef Strauß |
Richard Stücklen |
Friedrich Zimmermann |
Theo Waigel |
Wolfgang Bötsch |
Michael Glos |
Peter Ramsauer |
Hans-Peter Friedrich |
Gerda Hasselfeldt |
Alexander Dobrindt |
Alexander Hoffmann
Fritz Schäffer (1945) |
Fritz Terhalle (1945–1946) |
Hans Kraus (1947–1950) |
Hans Ehard (1950) |
Rudolf Zorn (1951) |
Friedrich Zietsch (1951–1957) |
Rudolf Eberhard (1957–1964) |
Konrad Pöhner (1964–1970) |
Otto Schedl (1970–1972) |
Ludwig Huber (1972–1977) |
Max Streibl (1977–1988) |
Gerold Tandler (1988–1990) |
Georg Freiherr von Waldenfels (1990–1995) |
Erwin Huber (1995–1998) |
Kurt Faltlhauser (1998–2007) |
Erwin Huber (2007–2008) |
Georg Fahrenschon (2008–2011) |
Markus Söder (2011–2018) |
Albert Füracker (seit 2018)
| Personendaten    | Personendaten                            |
| ---------------- | ---------------------------------------- |
| NAME             | Schäffer, Fritz                          |
| ALTERNATIVNAMEN  | Schäffer, Friedrich Hermann              |
| KURZBESCHREIBUNG | deutscher Politiker (BVP, CSU), MdL, MdB |
| GEBURTSDATUM     | 12. Mai 1888                             |
| GEBURTSORT       | München                                  |
| STERBEDATUM      | 29. März 1967                            |
| STERBEORT        | Berchtesgaden                            |